# Anastazy Antoni Sielawa
Anastazy Antoni Sielawa herbu Sielawa OSBM (ur. w 1583 roku – zm. 5 października 1655 roku w Tykocinie) – unicki arcybiskup połocki (od 1624), autor polemicznej księgi „Anteleuchus...”, wydanej w Wilnie w 1622 r., w latach 1641–1655 unicki metropolita kijowski.

## Biografia
W 1616 roku studiował w Kolegium Greckim w Rzymie. Studiował w Wilnie. Był elektorem Władysława IV Wazy z województwa połockiego w 1632 roku.
Zmarł w Tykocinie w ucieczce przed wojskami rosyjskimi.